# Александров, Матвей Алексеевич
Матве́й Алексе́евич Алекса́ндров (1798, Курск — около 1860, Иркутск) — русский поэт и прозаик.

## Биография
Родился в Курске в 1798 году. Учился в Курской духовной семинарии. Служил в Департаменте государственных отношений. Выехал на Камчатку, где с 1827 года служил секретарём «начальника Камчатки», а с 1831 года — Камчатским окружным комиссаром. Затем служил стряпчим в Якутске, судьёй в Красноярске и Канске. В Якутске сблизился с декабристом Александром Бестужевым-Марлинским, памяти которого посвятил стихотворение.  В 1841 году по распоряжению Иркутского генерал-губернатора Александров был отозван из Якутска и переведён в Енисейскую губернию в Канск на должность судьи. Последние годы жизни провёл в Иркутске.
При жизни опубликовал только шесть стихотворений в журнале «Библиотека для чтения» (тома 56, 57 за 1843 год).
Автор прозаического произведения «Воздушный тарантас», сатирической пьесы «Таёжный карнавал», поэмы «Жертвы рока», сатирических и лирических стихотворений. Самое значительное произведение — драматическая поэма «Якут Манчары», посвящённая якутскому национальному герою.
Скончался от туберкулёза в Иркутске около 1860 года. Похоронен на Иерусалимском кладбище, могила утрачена.
После смерти архив Матвея Александрова попал к Николаю Ядринцеву, в дальнейшем архив был утрачен.